# Аргиропулос, Периклис
Перикли́с Аргиро́пулос  (греч. Περικλής Ι. Αργυρόπουλος; 1871, Афины — 1953, Афины) — греческий контр-адмирал, политик, министр и дипломат.

## Биография
Родился в 1871 году в Афинах. Окончил военно-морское училище.
В 1909 году примкнул к офицерскому движению («Движение в Гуди») и был вовлечён в политику.
В Первую Балканскую войну в звании капитан-лейтенанта был командиром миноносца-14 и 12 (25) ноября 1912 года потопил в порту малоазийского города Айвалык турецкую канонерку «Трапезунд».
Это был второй успех греческих миноносцев после того, как двумя неделями ранее Николаос Воцис, командуя миноносцем-11, потопил в порту города Фессалоники турецкий броненосец «Фетхи Булент».
В 1917 году стал министром транспорта в правительстве Александроса Заимиса. Это же министерство он возглавил в 1926 году в просуществовавшем только месяц правительстве Афанасиоса Эвтаксиаса.
После прихода к власти в 1936 году генерала Метаксаса Аргиропулос был назначен послом в Мадрид.
После начала Греко-итальянской войны 28 октября 1940 года и первых греческих побед Аргиропулос неожиданно и ненадолго оказался в эпицентре германской дипломатической инициативы. 17 декабря в Мадриде его посетил посол Венгрии генерал Andorka Rudolf, с которым он сохранял дружественные отношения. Венгерский дипломат передал ему германское предложение перемирия в греко-итальянской войне. Аргиропулос, застигнутый врасплох, спросил, от кого исходит это предложение. Своим ответом венгр дал понять, что предложение исходит от Канариса, с которым венгерский дипломат был в тесных отношениях. Венгр заверил его, что немцы «не выставят никаких дополнительных условий».
Не теряя времени, Аргиропулос в тот же день передал германское предложение в Афины генералу Метаксасу, приложив собственный доклад с положительным заключением о целесообразности принятия предложения. Премьер-министр Метаксас отклонил немецкое предложение и заключение Аргиропулоса.
Аргиропулос написал и издал несколько книг: «План строительства греческого флота» (1905), «Греки и Море», изданную в 1909 году, и «Воспоминания», изданную после его смерти и основанную на его личном дневнике.
Периклис Аргиропулос умер в 1953 году.